# Frédéric Hugues
Frédéric Hugues, né le 19 avril 1858 à Saint-Quentin (Aisne) et mort le 14 novembre 1931 à Saint-Quentin, est un homme politique français.

## Biographie
Industriel, il dirige une manufacture de cotons. Maire de Fayet, il est député de l'Aisne de 1907 à 1910, succédant à son frère François Hugues, et siège au groupe de l'Union démocratique et de 1919 à 1924, au groupe des Républicains de gauche.

## Sources
- « Frédéric Hugues », dans le Dictionnaire des parlementaires français (1889-1940), sous la direction de Jean Jolly, PUF, 1960 [détail de l’édition]